# Ligne de Cahors à Capdenac
La ligne de Cahors à Capdenac est une ligne ferroviaire française à écartement standard et à voie unique non électrifiée de 70 km environ. Inaugurée en 1886, elle relie les gares de Cahors (Lot) et de Capdenac (Aveyron).
Elle constitue la ligne 724 000 du réseau ferré national.

## Historique
La ligne est déclarée d'utilité publique par une loi le 7 avril 1879. Le raccordement à Capdenac des lignes provenant de Brive et de Cahors est déclaré d'utilité publique par une loi le 21 mars 1881.
Cette voie ferrée fait partie d'une ancienne ligne de raccordement de 134 km qui emprunte la vallée du Lot de Capdenac à Monsempron-Libos, sur la ligne de Niversac à Agen. En amont, elle permet de rejoindre le bassin minier de Decazeville-Fonvergne, à 20 km de Capdenac.
La ligne est concédée à titre définitif par l'État à la Compagnie du chemin de fer de Paris à Orléans (PO), par une convention signée entre le Ministère des travaux publics et la compagnie le 28 juin 1883. Cette convention est approuvée par une loi le 20 novembre suivant.
Inaugurée en 1886, elle est jusqu'en 1891, année de l'inauguration de la section de ligne de Brive-la-Gaillarde à Montauban-Ville-Bourbon, la seule voie d'accès à Cahors. Son but premier est de concurrencer la navigation sur le Lot et d'accéder au charbon du bassin minier de Decazeville.
La ligne dessert Cajarc, où Georges Pompidou possède une maison et est conseiller municipal ; c'est la raison de son sursis quand la fermeture de la ligne est décidée par le plan de 1966. Elle est fermée au trafic voyageurs en 1980 et au trafic fret en 1989. Les dernières circulations SNCF ont lieu respectivement les 28 septembre 1980 et 1er octobre 1989.
La ligne est fermée à tout trafic le 9 juin 2011 par Réseau ferré de France (RFF), entre les PK 660,268 (bifurcation de Cahors) et 728,876 (bifurcation de Capdenac).

## Infrastructure
La ligne à voie unique Cahors-Capdenac est en tronc commun avec la ligne électrifiée à double voie Paris-Toulouse, qu’elle quitte juste après avoir franchi le pont métallique qui enjambe le Lot à la sortie sud de Cahors. Elle oblique vers la gauche en longeant le Lot, enjambe un viaduc qui passe sur l’ex-Nationale 20, s’engouffre dans un tunnel de 150 m, à flanc de colline, au bas du mont Saint-Cyr qui surplombe la ville, et dessert peu après la station de « Cabessut », première halte du parcours.
La ligne remonte vers le village d’Arcambal, puis traverse à nouveau le Lot par un pont-cage jusqu'à Notre-Dame de Velles, peu avant le village de Vers. La ligne remonte ensuite la vallée du Lot vers Saint-Géry après avoir franchi un tunnel de 650 m. Nouvelle traversée du Lot sur le pont maçonné des Masseries aux voûtes vrillées. Après avoir desservi la gare de Conduché, la ligne traverse le Célé, affluent du Lot, passe par les tunnels de Coudoulous (le plus long de la ligne avec 787 m en ligne droite) et de Cadoulès pour passer au pied de la falaise du célèbre village de Saint-Cirq-Lapopie, un des fleurons touristiques du Lot. La ligne desservait ensuite Saint-Martin-Labouval, traversait le pont maçonné de Cénevières (point de vue sur le hameau troglodytique de Latoulzanie). Au débouché du tunnel de Cénevières, un quai a été aménagé pour donner accès au Château de Cénevières. Puis la ligne passe par un tunnel de 164 m sous le village perché de Calvignac et pénètre en gare de Cajarc après un nouveau tunnel de 350 m. Comportant deux voies à quai, la gare de Cajarc permettait le croisement des mouvements omnibus. Les gares de Montbrun, Toirac et La Madeleine clôturaient le parcours avant l’arrivée à Capdenac. La ligne se raccordait à l’axe Brive - Capdenac - Toulouse à 1,7 km au nord de Capdenac-Gare, au niveau de l’aiguillage de la bifurcation du « Soulié ». Empruntant un dernier tunnel de 550 m sous le village de Capdenac-le-Haut (situé dans le Lot), un pont métallique Eiffel permettait un dernier franchissement du Lot avant l’arrivée en gare de Capdenac (Aveyron)
La ligne comprend treize tunnels d'une longueur cumulée de 3953 mètres et neuf ponts ou viaducs importants d'une longueur cumulée de 756 mètres. Elle comprend aussi 66 ponts-rails, 4 ponts-routes et 86 aqueducs. Sa longueur totale est de 71,35 km.
En plus de ses paysages remarquables, cette ligne présente un profil presque plat (grâce au dénivelé très réduit de la vallée) avec des déclivités de voie très faibles, ce qui permet une vitesse régulière, des économies d'énergie et moins de risques de dérive.

## Exploitation

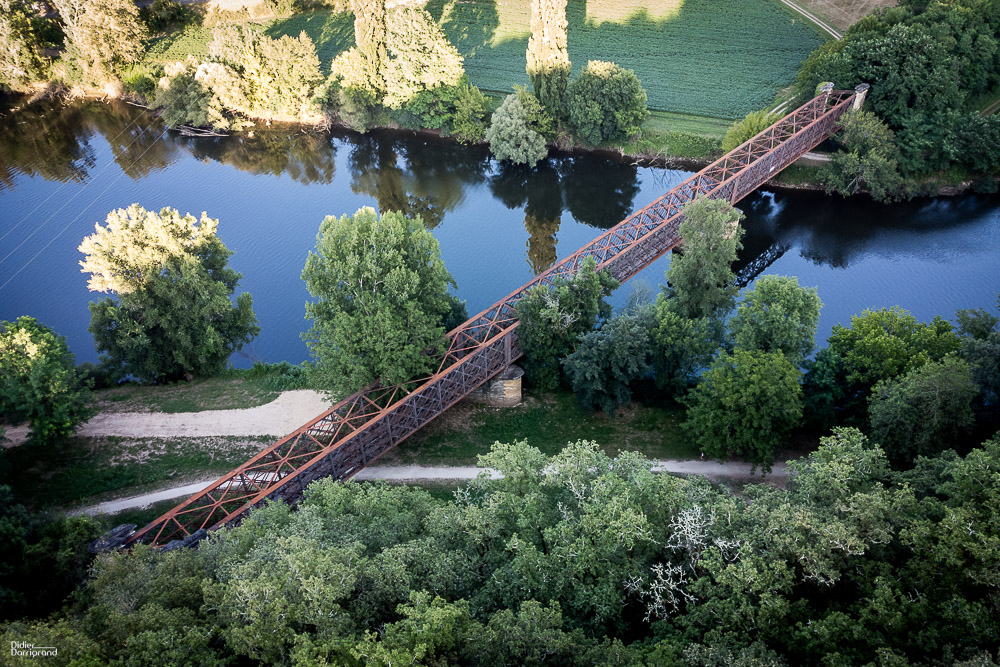
Pont Eiffel qui enjambe le Lot, commune de Bouziès. Ancienne ligne SNC de Cahors à Capdenac

Dans les années 30, les locos vapeurs 141 série 5810 à 5960 assuraient le trafic voyageurs et marchandises. Les premiers autorails, notamment les Renault ADP, firent leur apparition sur la ligne au milieu des années 30, permettant d’abaisser notablement la durée totale du parcours. L’exploitation par autorails fut interrompue durant la Deuxième Guerre mondiale.
En 1948, les autorails Floirat (des autobus adaptés au rail) furent mis en service sur la ligne, en attendant l’arrivée des autorails unifiés FNC au début des années 50, tandis que les vapeurs 141TA de Capdenac assuraient le trafic marchandises.
Au milieu des années 60, les autorails FNC furent remplacés par les fameuses « mobylettes » X 5500/5800 de 150 cv du dépôt d’Agen .
La ligne, qui figurait dès 1966 sur la liste des lignes à supprimer, bénéficia des faveurs du président Georges Pompidou, qui possédait depuis 1963 une résidence sur les hauteurs de Cajarc. Il y était venu à l’invitation de son amie Suzanne Defforey, la sœur de Françoise Sagan, elle-même enfant du village. La ligne fut ainsi épargnée par les vagues massives de fermetures des années 70. Elle échappa notamment au plan Chaban-Delmas qui, de 1969 à 1972, aboutit à la fermeture de 6700 km de lignes.
La desserte voyageurs était assurée par trois allers-retours en semaine, cinq allers-retours le samedi, jour de marché à Cahors, et quatre allers-retours le dimanche. Le trajet Cahors-Capdenac durait alors 1 h 40 en moyenne. La plupart des mouvements omnibus assuraient une correspondance en gare de Cahors avec les trains grandes lignes de la radiale Paris-Toulouse, notamment le célèbre « Capitole ».

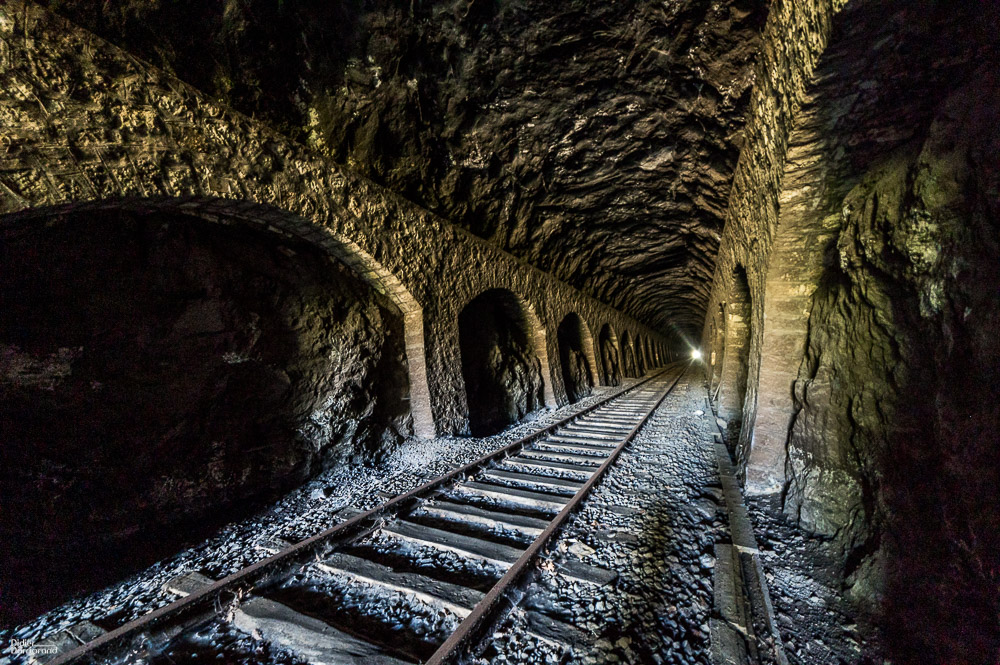
Tunnel de Coudoulous sur la commune de Bouziès (Lot)

Côté marchandises, les BB 66000 (ex-040DG) prirent la relève des 141TA à partir de 1962. Le trafic fret était conséquent et il n’était pas rare d’observer des convois de plus de 70 wagons, transportant du minerai du bassin de Decazeville (4 à 5 trains circulaient de nuit pour dégager les sillons voyageurs du jour) ou des trains complets d’essence en provenance de Fos. Les vaillants mais peu confortables X5500/5800 furent remplacés en 1973 par les autorails ABJ4 300CV du dépôt de Bordeaux, qui ramenèrent le temps de parcours autour de 1 h 20.
Enfin, en 1977, les célèbres « Picasso » X 3800 assurèrent la desserte des voyageurs, jusqu’à la fermeture de la ligne le dimanche 28 septembre 1980, soit 94 ans après son inauguration en 1886. Par exception, des autorails X 2800 furent engagés sur la ligne à la suite de défections d’ABJ4 ou de Picasso.
Des trains de pèlerins empruntèrent épisodiquement la ligne depuis Aurillac (Cantal) ou Rodez (Aveyron), avec regroupement depuis Cahors vers Lourdes.
La ligne a également servi de détournement lors d'incidents sur la ligne Paris-Toulouse, et vit ainsi passer des rames de remplacement du Capitole, de trains de nuit et d'express.
Le trafic marchandises continua pour sa part son exploitation jusqu’au 1er octobre 1989.

## Quercyrail
À partir du 17 juin 1985, des circulations touristiques sont assurées par l'association Régiorail, fondée en 1984. Celle-ci suscite un réel enthousiasme et devient Quercyrail en 1993.
L'association, qui exploite alors la plus longue ligne touristique de France, est exceptionnellement autorisée à desservir les gares de Cahors et Capdenac, encore exploitées par la SNCF, et à permettre des correspondances « quai à quai ». 217 trains circulent sur la ligne en 2002 et l'association transporte près de15 000 voyageurs cette année-là, essentiellement des vacanciers durant l'été, complétés par un tourisme de groupe le reste de l'année. Cette année-là, bien que fermée au fret depuis 13 ans, la ligne est exceptionnellement réutilisée, avec l'aide de Quercyrail, pour transporter les poutres du viaduc d'Arcambal de l'autoroute A20 alors en construction.
En 2004, Réseau ferré de France demande la prise en charge par l'association du remplacement de 1000 traverses sur les 120 000 que compte la ligne pour maintenir la ligne ouverte. Ces travaux représentent 100 000 €, que l'association ne peut prendre à sa charge du jour au lendemain, malgré les très nombreuses réservations déjà enregistrées pour la saison 2004,. Malgré de nombreuses tentatives faites pour régler ce problème et l'impossibilité d'assumer seule ces travaux à la place du propriétaire (RFF), aucune solution n'est trouvée. Le conseil général (futur partisan d'un remplacement de la ligne par une voie verte) évalue alors qu'un investissement de 200 000 € sur 10 ans serait nécessaire pour maintenir la ligne ouverte aux circulations.
La ligne est alors laissée à l'abandon et le matériel roulant de l'association se dégrade avec le temps et les actes de vandalisme. Des actions de défrichage ponctuels sont régulièrement menées par les bénévoles jusqu'en septembre 2016. À cette date, l'association se voit notifier par SNCF Réseau l'interdiction de circuler sur la ligne. Excepté ces activités et quelques circulations de la draisine de reconnaissance et l'évacuation du matériel dégradé de l'association vers des chantiers de démolition ou vers d'autres chemins de fer touristiques si une réutilisation était possible, aucune autre circulation n'a eu lieu depuis le 28 décembre 2003.

### Matériel voyageur exploité par Quercyrail
- Autorail x 2425[10]
- Autorail « RGP 2 » / « Lézard Vert » x 2709[11]
- Autorail « Picasso » x 3825[12]
- Autorail « EAD » x 4511[13]
- Autorail « EAD » x 4519[13]
- Remorque « Decauville » xr 8232 - Cédée au C.F.T. de la Charente Limousine

## Abandon et projets
Tout comme l'association Quercyrail, l'association pour la réouverture de la ligne Ferroviaire Cahors/Capdenac-Gare/Figeac (ARLFCCF) milite pour une réouverture de la ligne. Une autre milite pour la création d'une voie verte  en vallée du Lot sur cet itinéraire. Un syndicat mixte est créé en janvier 2020 pour l’aménagement, l’entretien et la promotion des voies vertes dans le Lot. Il regroupe sept membres fondateurs : le département du Lot, Grand Figeac, Grand Cahors, Cauvaldor, la communauté de communes Vallée du Lot et du Vignoble, les communes de Cénevières et de Saint-Martin-Labouval.Depuis septembre 2023 le deferrement est en cours malgre une forte opposition[citation nécessaire]